# Baklan
Baklan là một huyện thuộc tỉnh Denizli, Thổ Nhĩ Kỳ. Huyện có diện tích 374 km² và dân số thời điểm năm 2007 là 6913 người, mật độ 18 người/km².